# Fjodor Alexandrovič Abramov
Fjodor Alexandrovič Abramov (29. února 1920, Verkola, Rusko – 14. května 1983, Petrohrad, Sovětský svaz) byl ruský spisovatel a literární vědec. Psal romány převážně z venkovského prostředí (tzv. vesnická próza) z období během 2. světové války a po ní.

## Díla
- Válečný chléb
- Dřevění koně
- Priaslinovci
- Dům
- Cesty a rozcestí
- Dvě zimy a tři léta
- Lovci a dravci
- Muži a ženy
- 20 příběhů